# Integrale di linea di prima specie

Integrale di linea di una funzione di due variabili.

In analisi matematica e calcolo integrale, un integrale di linea di prima specie è un integrale di una funzione reale o complessa di una o più variabili reali, cioè di un campo scalare, lungo una curva.
Per le funzioni reali di una variabile (reale o complessa), la definizione e il calcolo coincidono con quella di integrale definito e integrale complesso. Nel seguito si espone il caso di integrazione curvilinea di funzioni reali di due o tre variabili, con immediate estensioni ad un numero qualsiasi di variabili.
L'analogo integrale di funzioni vettoriali è l'integrale di linea di seconda specie.

## La curva regolare
Una curva, in forma parametrica, è una funzione vettoriale di una sola variabile {\displaystyle \phi (t):I=[a,b]\subseteq \mathbb {R} \to \mathbb {R} ^{3}} del tipo:
{\displaystyle \phi (t)=(\phi _{1}(t),\phi _{2}(t),\phi _{3}(t))}
Si può scrivere anche:
{\displaystyle \phi (t):{\begin{cases}x=\phi _{1}(t)\\y=\phi _{2}(t)\\z=\phi _{3}(t)\end{cases}}}
La variabile {\displaystyle t\in I} si chiama parametro. Una curva è una funzione di classe {\displaystyle C^{1}} in un intervallo se le funzioni {\displaystyle \phi _{1}(t)\ }, {\displaystyle \phi _{2}(t)\ } e {\displaystyle \phi _{3}(t)\ } hanno derivate continue in tale intervallo. Una curva {\displaystyle C^{1}\ } si dice regolare in un punto {\displaystyle t_{0}\ } se:
{\displaystyle \phi '(t_{0})=(\phi '_{1}(t_{0}),\phi '_{2}(t_{0}),\phi '_{3}(t_{0}))\neq (0,0,0)}
e regolare in {\displaystyle I\ } se ciò vale in ogni punto di {\displaystyle I\ }. Un punto in cui si abbia {\displaystyle \phi '(t_{0})=(0,0,0)} si dice punto singolare per la curva.
Una curva nello spazio si dice semplice se non si interseca con se stessa, ovvero se per ogni {\displaystyle t_{1}\neq t_{2}\in I} si ha {\displaystyle \phi (t_{1})\neq \phi (t_{2})}. La regolarità della curva permette di definire la retta tangente alla curva, che è la retta parallela al vettore:
{\displaystyle \phi '(t_{0})=(\phi '_{1}(t_{0}),\phi '_{2}(t_{0}),\phi '_{3}(t_{0}))}
Tale vettore è detto vettore tangente di lunghezza {\displaystyle \lVert \phi '(t_{0})\rVert }, ed è indicato pure con {\displaystyle {\vec {T}}(t_{0})}. Il versore tangente è inoltre il vettore di lunghezza unitaria:
{\displaystyle {\hat {T}}(t_{0})={\frac {\phi '(t_{0})}{\lVert \phi '(t_{0})\rVert }}}
Data la rappresentazione parametrica della curva regolare, è possibile anche calcolarne la lunghezza:
{\displaystyle {\mbox{lungh}}(\phi )=\int _{a}^{b}\lVert \phi '(t)\rVert \;\mathrm {d} t=\int _{a}^{b}{\sqrt {\phi '_{1}(t)^{2}+\phi '_{2}(t)^{2}+\phi '_{3}(t)^{2}}}\,\mathrm {d} t}

## Il calcolo dell'integrale
Se si ha una funzione {\displaystyle f:A\subseteq \mathbb {R} ^{3}\rightarrow \mathbb {R} } di tre variabili e una curva {\displaystyle \Gamma \ } definita in {\displaystyle A} con rappresentazione parametrica {\displaystyle \phi :[a,b]\to \mathbb {R} ^{3}}:
{\displaystyle \phi (t)={\begin{cases}x=\phi _{1}(t)\\y=\phi _{2}(t)\\z=\phi _{3}(t)\end{cases}}}
con {\displaystyle t\in [a,b]\subseteq \mathbb {R} }, si definisce nel modo seguente l'integrale della funzione lungo la curva. Si consideri una partizione qualsiasi {\displaystyle a=t_{0},t_{1},t_{2},\dots ,t_{n}=b}, a cui si associano i punti {\displaystyle P_{0}=\phi (t_{0}),P_{1}=\phi (t_{1}),\dots ,P_{n}=\phi (t_{n})}. Tali punti dividono la curva in tanti archi {\displaystyle \gamma _{1},\gamma _{2},...,\gamma _{n}}. In corrispondenza di ognuno di tali archi si sceglie un generico punto appartenente all'arco i-esimo {\displaystyle Q_{i}=(x_{i},y_{i},z_{i})} e si costruiscono le somme integrali:
{\displaystyle S_{n}=\sum _{i=1}^{n}f(x_{i},y_{i},z_{i}){\mbox{lungh}}(\gamma _{i})}
dove la {\displaystyle {\mbox{lungh}}(\gamma _{i})\ } è la lunghezza definita precedentemente. Se esiste il limite per {\displaystyle \max _{i}(t_{i}-t_{i-1})\to 0} delle somme integrali, cioè per ogni intervallo {\displaystyle (t_{i}-t_{i-1})} che diventa infinitesimo (ovvero, equivalentemente, per {\displaystyle n\to \infty }), allora il valore di tale limite si chiama integrale curvilineo di prima specie della funzione {\displaystyle f(x,y,z)} lungo la curva {\displaystyle \Gamma } e lo si indica solitamente con:
{\displaystyle \int _{\Gamma }f(x,y,z)\,\mathrm {d} s}
Se la curva è regolare allora {\displaystyle \mathrm {d} s\ } è l'elemento infinitesimo di lunghezza come nella definizione di lunghezza della curva, e si può esplicitare l'integrale:
{\displaystyle \int _{\Gamma }f(x,y,z)\,\mathrm {d} s=\int _{a}^{b}f(\phi (t))\lVert \phi '(t)\rVert \,\mathrm {d} t}
dove {\displaystyle f(\phi (t))=f(\phi _{1}(t),\phi _{2}(t),\phi _{3}(t))} significa esprimere la funzione in termini della parametrizzazione data in precedenza.
Nel caso in cui la curva è piana la funzione non dipende dalla variabile {\displaystyle z} e allora la precedente relazione si trasforma:
{\displaystyle \int _{\Gamma }f(x,y)\,\mathrm {d} s=\int _{a}^{b}f(\phi _{1}(t),\phi _{2}(t))\lVert \phi '(t)\rVert \,\mathrm {d} t}
L'integrale di linea così descritto è indipendente dalla rappresentazione parametrica (e non dipende dalla scelta dei punti {\displaystyle (x_{i},y_{i},z_{i})\ } né dalla partizione scelta per il calcolo del limite delle somme integrali). A differenza degli integrali di seconda specie (che riguardano i campi vettoriali) questo tipo di integrale non dipende nemmeno dall'orientazione della curva. Banalmente, se la funzione {\displaystyle f=1} il calcolo di questo integrale curvilineo si riconduce al calcolo della lunghezza della curva.

## Proprietà dell'integrale di prima specie
Valgono le proprietà tipiche degli integrali: linearità, additività e monotonia.
Si ha inoltre:
{\displaystyle \left|\int _{\Gamma }f\,\mathrm {d} s\right|\leq \int _{\Gamma }\left|f\right|\,\mathrm {d} s\leq \max _{\Gamma }\left|f\right|\cdot {\mbox{lungh}}(\Gamma )}

### Applicazioni geometriche e fisiche
Una proprietà usata in fisica e in geometria è il calcolo del baricentro di una curva (che può essere materiale): esso è definito dal calcolo dalle coordinate:
{\displaystyle x_{B}={\frac {1}{{\mbox{lungh}}(\Gamma )}}\int _{\Gamma }x\,\mathrm {d} s}
{\displaystyle y_{B}={\frac {1}{{\mbox{lungh}}(\Gamma )}}\int _{\Gamma }y\,\mathrm {d} s}
{\displaystyle z_{B}={\frac {1}{{\mbox{lungh}}(\Gamma )}}\int _{\Gamma }z\,\mathrm {d} s}